# Păcală
Pour le film, voir Păcală (film).

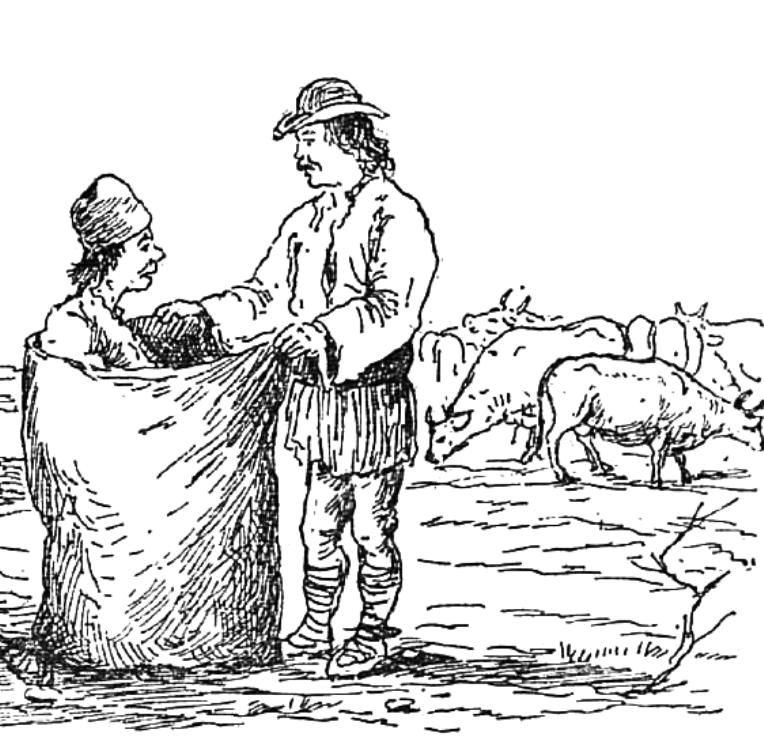
Condamné à mort par noyade, Păcală convainc un vacher ignorant d'échanger sa place avec lui.

Păcală est un personnage folklorique roumain.
Il est décrit comme un jeune homme, souvent un paysan, se moquant des autorités de son village, prêtre, boyard ou juge.